# Edwin Astley
Edwin Astley (12 avril 1922 - 19 mai 1998) est un compositeur britannique. Il a créé les génériques et thèmes musicaux de plusieurs séries télévisées.

## Carrière
Edwin Astley servit dans l'armée britannique durant la seconde guerre mondiale en tant que joueur de saxophone et de clarinette.
Au début des années 1950, il fonda son propre orchestre, The Ted Astley Orchestra, et écrit des chansons pour divers interprètes, comme Anne Shelton.
Il a également composé des génériques de séries télévisées des années 1950 et 1960. On lui doit ainsi les musiques des séries Destination Danger, Departement S, Alias Le Baron, Le Saint, etc.
Pour cette dernière, il conçut deux arrangements : une version lente usitée pour les épisodes en noir et blanc, puis une version plus rapide à l'occasion du passage à la couleur. En 1997, la sortie d'un nouveau film adapté de la série télévisée redonna une nouvelle popularité au thème musical du Saint qui figura à la cinquième place des charts en Grande-Bretagne.

## Filmographie
- 1954 : La Martienne diabolique (Devil Girl from Mars) de David MacDonald
- 1960 : Visa pour Canton (Passport to China) de Michael Carreras